# Arystagoras
Arystagoras (stgr. Αρισταγόρας ο Μιλήσιος trb. Aristagoras o Milesios trl. Aristagóras o Milḗsios) – tyran Miletu na przełomie VI i V wieku p.n.e.

## Życiorys
Był synem Molpagorasa, zięciem (i bratankiem) Histiajosa, którego Persowie uczynili tyranem Miletu. Arystagoras przejął kontrolę nad miastem, gdy Histiajos został wezwany na dwór króla perskiego Dariusza jako doradca. Gdy w roku 502 p.n.e. przeciwko władzy Persów zbuntowało się Naksos, Persowie zażądali od Arystagorasa pomocy, a ten zobowiązał się (w zamian za uznanie go nowym tyranem Miletu) wesprzeć Artafernesa, perskiego satrapę Lidii, jako dowódca floty. W trakcie przygotowań do inwazji Arystagoras pokłócił się z innym dowódcą Megabatesem, który z zemsty poinformował Naksyjczyków, że flota perska nadciąga.
Obrońcy zdołali się przygotować do odparcia napaści, atak się nie powiódł, a sojusz Arystagorasa z Artafernesem uległ rozpadowi. W obawie przed perskim odwetem Arystagoras zaczął planować powstanie wszystkich Jonów. Histiajos, zakładnik w odległej Suzie, któremu marzył się powrót na tron Miletu, również nakłaniał bratanka do rozpoczęcia powstania, sądząc, że Persowie stłumią bunt i mianują go ponownie władcą. W roku 499 p.n.e. Arystagoras uzyskał poparcie większości obywateli miasta, z wyjątkiem niewielkiej partii skupionej wokół logografa Hekatajosa. Przywrócono ustrój demokratyczny i wkrótce inne miasta jońskie przyłączyły się do buntu przeciwko Persom, rozpoczynając tym samym Powstanie jońskie.
Arystagoras udał się do Grecji właściwej, szukając poparcia. W Sparcie rozmawiał z królem Kleomenesem, starając się przekonać go do wyprzedzającego ataku na Persję, co miało być łatwe oraz zaowocować zagarnięciem wielu łupów po drodze, zważając również na to, że stolica – Suza – znajdowała się w odległości „zaledwie” trzech miesięcy marszu od wybrzeża. Kleomenes odmówił, ale Arystagoras miał więcej szczęścia w Atenach, ponieważ, jak pisał Herodot, „łatwiej przekonać tysiąc Ateńczyków niż jednego spartańskiego króla”. W rzeczywistości Ateny uznawały się za opiekuna wszystkich Jonów i uważały za swój obowiązek przyjść im z pomocą.
Korzystając z ateńskich posiłków, Arystagoras przypuścił zwycięski atak na Sardes, stolicę tzw. satrapii europejskiej. Gdy po klęsce pod Efezem tempo ofensywy jońskiej ustało (a Histiajos ponownie został tyranem), Arystagoras, przewidując ostateczną klęskę powstania, zbiegł do Tracji, gdzie jego wuj założył kilkanaście lat wcześniej kolonię Myrkinos nad brzegami Strymonu, w miejscu późniejszej ateńskiej kolonii Amfipolis. Został tam zabity w bliżej niewyjaśnionych okolicznościach, zapewne w roku 497 p.n.e.